# Rafael Peña de Flores
Rafael Peña de Flores (Santa Cruz de la Sierra, Bolivia, 23 de octubre de 1822 - Sucre, Bolivia, 28 de junio de 1901) fue un abogado, naturalista y político boliviano. Sus padres fueron Mariano Peña y Petrona Flores. Estudió en el actual Colegio Nacional de Florida.

## Biografía
Hacia 1850 marcha a la capital de la nación para ingresar a la Universidad Mayor, Real y Pontificia de San Francisco Xavier de Chuquisaca, decidiéndose por la carrera de leyes. En 1855 se titula de abogado.
Fue docente de las materias de Matemáticas e Historia Natural en el colegio de Ciencias y Artes, hoy llamado Colegio Nacional Florida.

## Vida política
Ejerció la Prefectura cruceña en varias oportunidades. También fue elegido senador del Departamento de Santa Cruz. A lo largo de su vida política, desempeñó frecuentemente funciones de munícipe, ejerciendo la Presidencia del Concejo Municipal de Santa Cruz en más de una ocasión.
Simpatizante con la personalidad y las nobles ideas de Linares, al ser este derribado del poder sufre persecuciones y privación de libertad. A fines de 1865 encabeza una revuelta popular contra Melgarejo que concluye en virtual descalabro. Toma el camino del destierro y va a buscar asilo en el Paraguay, país que a la sazón está en guerra con las potencias vecinas. Solano López le somete por un tiempo a rigurosa prisión.
En 1896 es propuesto para la vicepresidencia de la nación por el Partido Constitucional incluido en la fórmula que postulaba a don Severo Fernández Alonso para la presidencia. Una vez realizada la elección, ambos fueron elegidos, asumiendo así el cargo de Primer Vicepresidente.
Por aquellas épocas era muy común que tanto el primer vicepresidente como el segundo ocupacén a la par de su cartera, cargos como ministros de Estado. Sin embargo, el señor Peña es una de las excepciones a este caso, pues como él también Aniceto Arce, Mariano Baptista, Lucio Pérez Velasco, Eleodoro  Villazón, Valentín Abecia y José Carrasco (7 de 18 vicepresidentes) cumplieron con aquella disposición vigente por esas fechas.
Casi al finalizar su mandato, Peña sustituyó a Fernández Alonso entre 1898 y 1899 cuando este último se vio obligado a comandar el ejército en la revolución federal y por tanto ausentarse de la sede de gobierno ubicada en Sucre para dirigirse a Oruro, con el fin de instalar el centro de operaciones militares boliviano.

## Obra
En “La Estrella del oriente”, publica los primeros trabajos que tiene elaborados en la materia de botánica y dispuestos en orden alfabético.
Se publica en Tacna la obra de toda su vida, que lleva el nombre Flora Cruceña. Expuesto en forma alfabética, sólo abarca hasta la letra M, pues los editores no disponen del original completo.